# Fontanna Manzla
Fontanna Manzla (także Sedina) – obiekt składający się z basenu fontanny autorstwa Otto Rietha oraz kompozycji figuralnej Ludwiga Manzla, znajdujący się kiedyś przy placu Tobruckim, u zbiegu współczesnych ulic Dworcowej i Nowej w Szczecinie. W miejscu niezachowanej kompozycji powstał Pomnik z Kotwicą. Pomnik był inspiracją dla fontanny Sediny zbudowanej po wojnie według projektu Mieczysława Gliba i umieszczonej na placu Bolesława Chrobrego w Policach.

## Projekt i wymowa
Kompozycję figuralną wykonaną z miedzi w technice trybowania ustawiono na cokole z czerwonego piaskowca. Grupa figuralna złożona była ze wspartej na kotwicy postaci kobiecej, szybko po odsłonięciu nazwanej przez mieszkańców Sediną, trzymającej na ramieniu reję z rozpiętym na jej jaksztagu żaglem, mitologicznego bóstwa handlu – Merkurego, żeglujących w łodzi oraz bóstw morskich. Grupę umieszczono na skale, poniżej której znajdował się basen.
Symbolizowała Szczecin jako hanzeatyckie miasto handlu, żeglugi i przemysłu.

## Historia

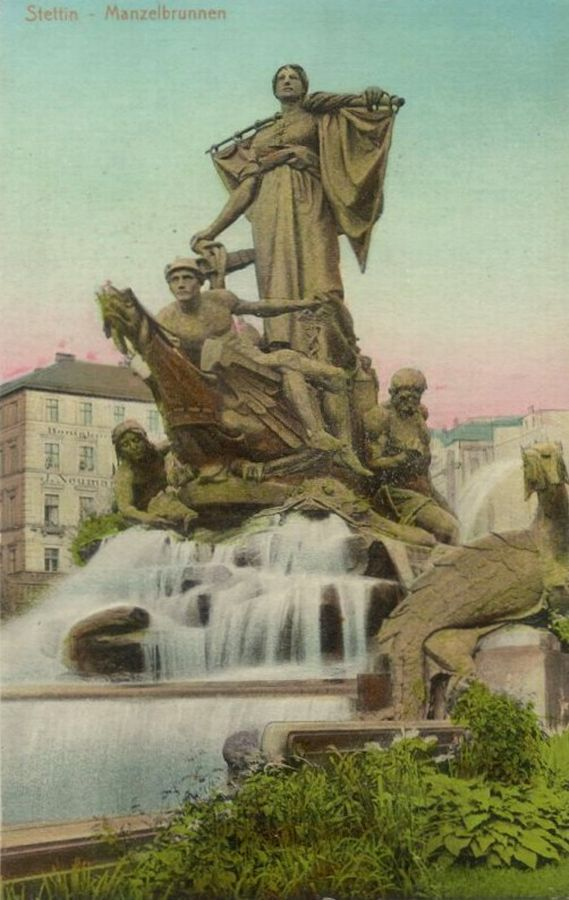
Fontanna Manzla na widokówce z lat 1899–1913

Ufundowaną przez Zarząd Pruskiego Funduszu Sztuki i Zarząd Miasta Szczecina fontannę odsłonięto 23 września 1898 w obecności cesarza Wilhelma II (w połączeniu z uroczystością oddania do użytku Basenu Wschodniego w porcie wolnocłowym na Łasztowni) w północnym narożniku obecnego placu Tobruckiego (wówczas Marktplatz), u zbiegu współczesnych ulic Dworcowej i Nowej. Całość obiektu nazwano Manzelbrunnen (pol. „fontanna Manzla”) od nazwiska autora kompozycji figuralnej – prof. Ludwiga Manzla.
Rzeźba została zdemontowana 29 lipca 1942 roku podczas II wojny światowej, po czym została przetopiona na cele wojenne. Oryginał kompozycji figuralnej, stanowiącej główny element fontanny, nie zachował się. W jej miejsce ustawiono kotwicę.
W 2004 zawiązał się społeczny komitet mający na celu restaurację fontanny poprzez zrekonstruowanie kompozycji figuralnej z dobrowolnych składek. W 2008 na zlecenie stowarzyszenia „Kupcy dla Szczecina” w Centrum Rzeźby Polskiej w Orońsku powstał ponad dwumetrowy model rzeźby, prezentowany podczas dorocznych Dni Morza.

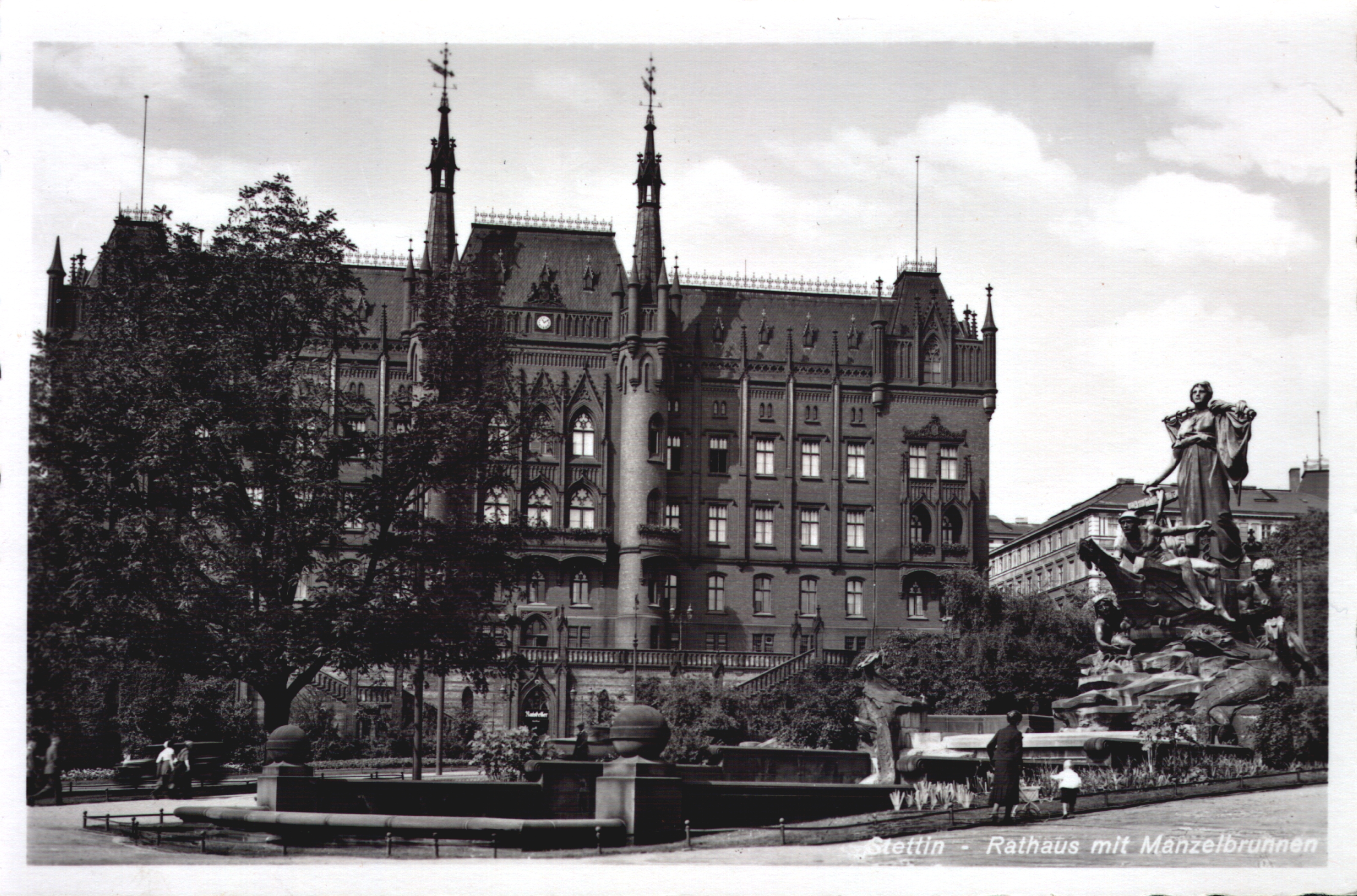
Ratusz z fontanną Manzla
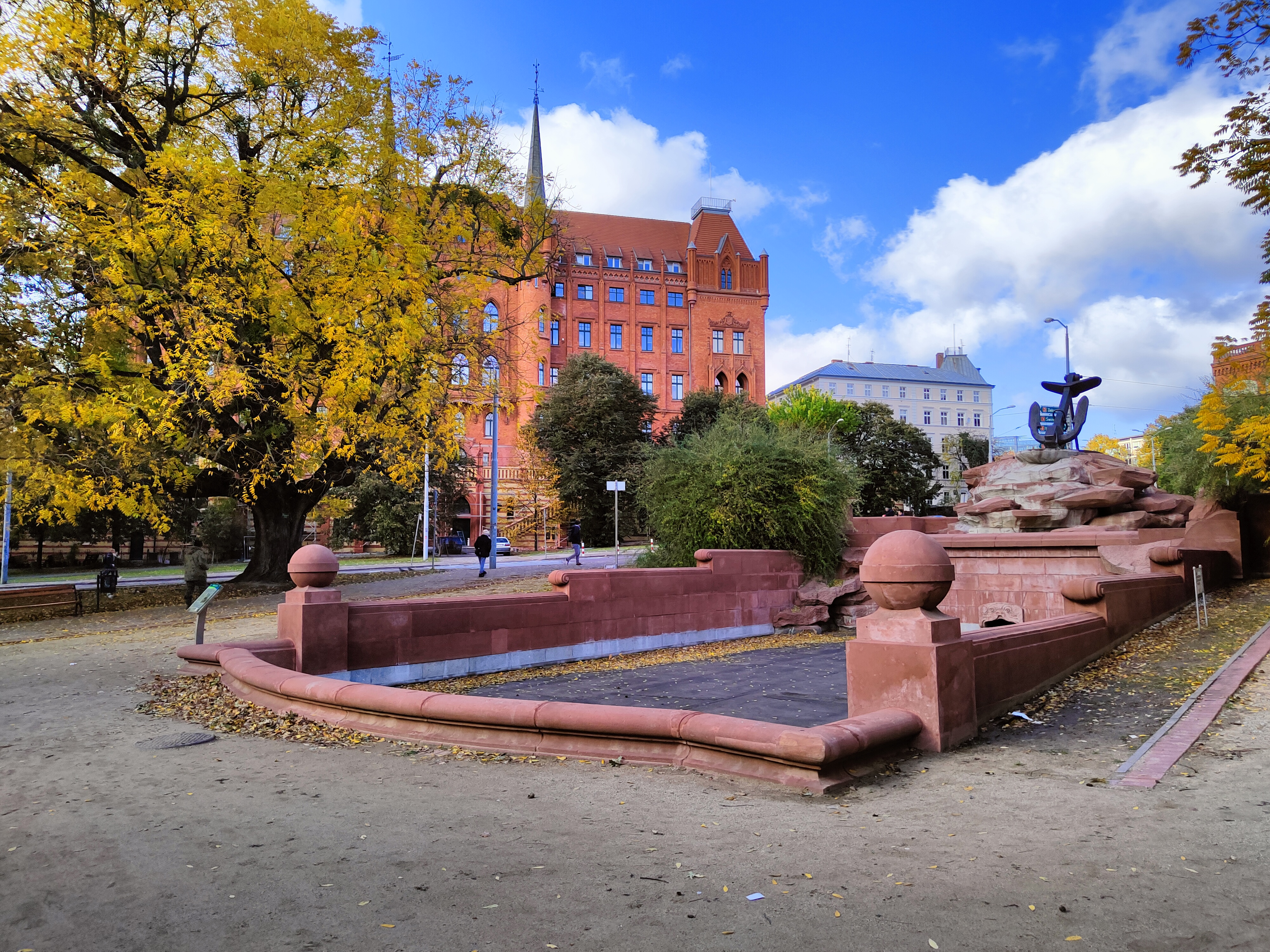
Ratusz z fontanną z kotwicą
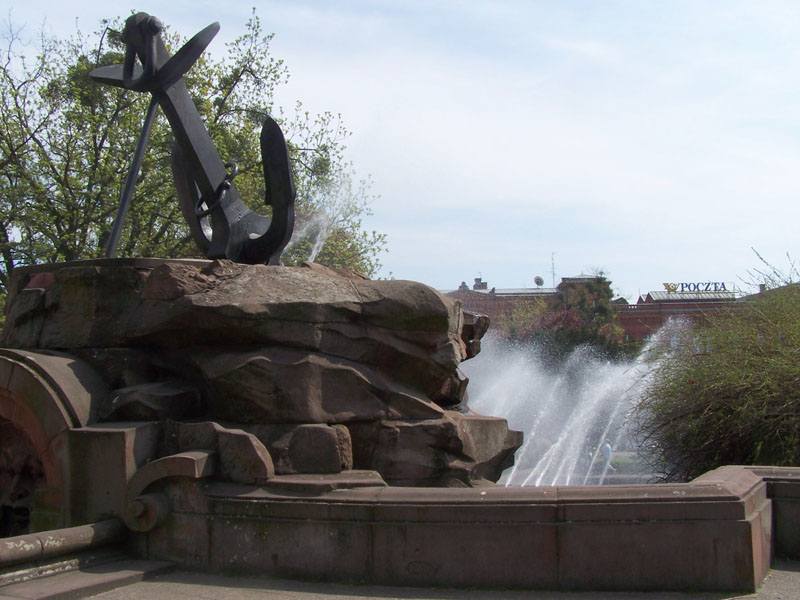
Pomnik z kotwicą, w miejscu dawnej Sediny
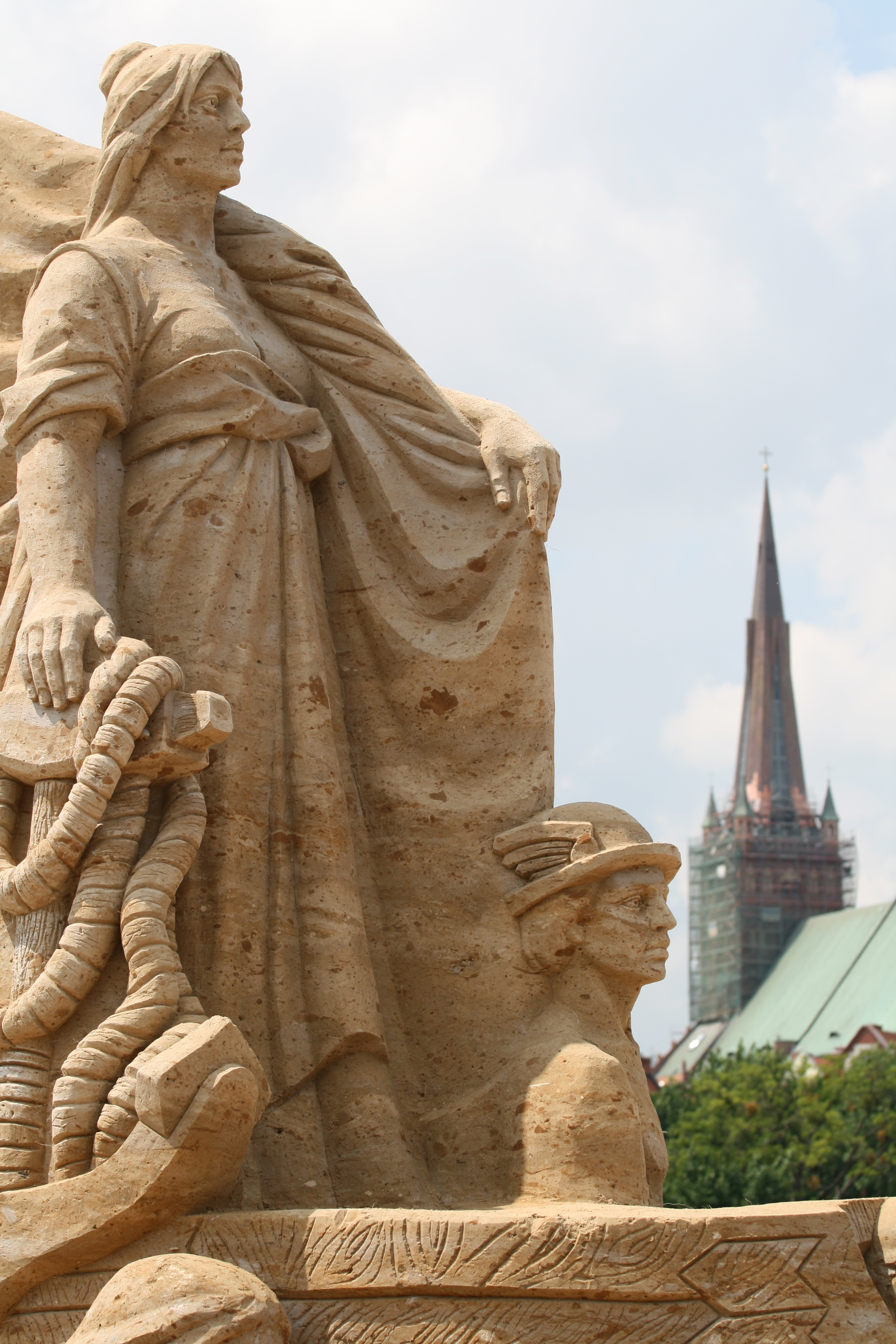
Model Sediny z piasku (Dni Morza 2008)
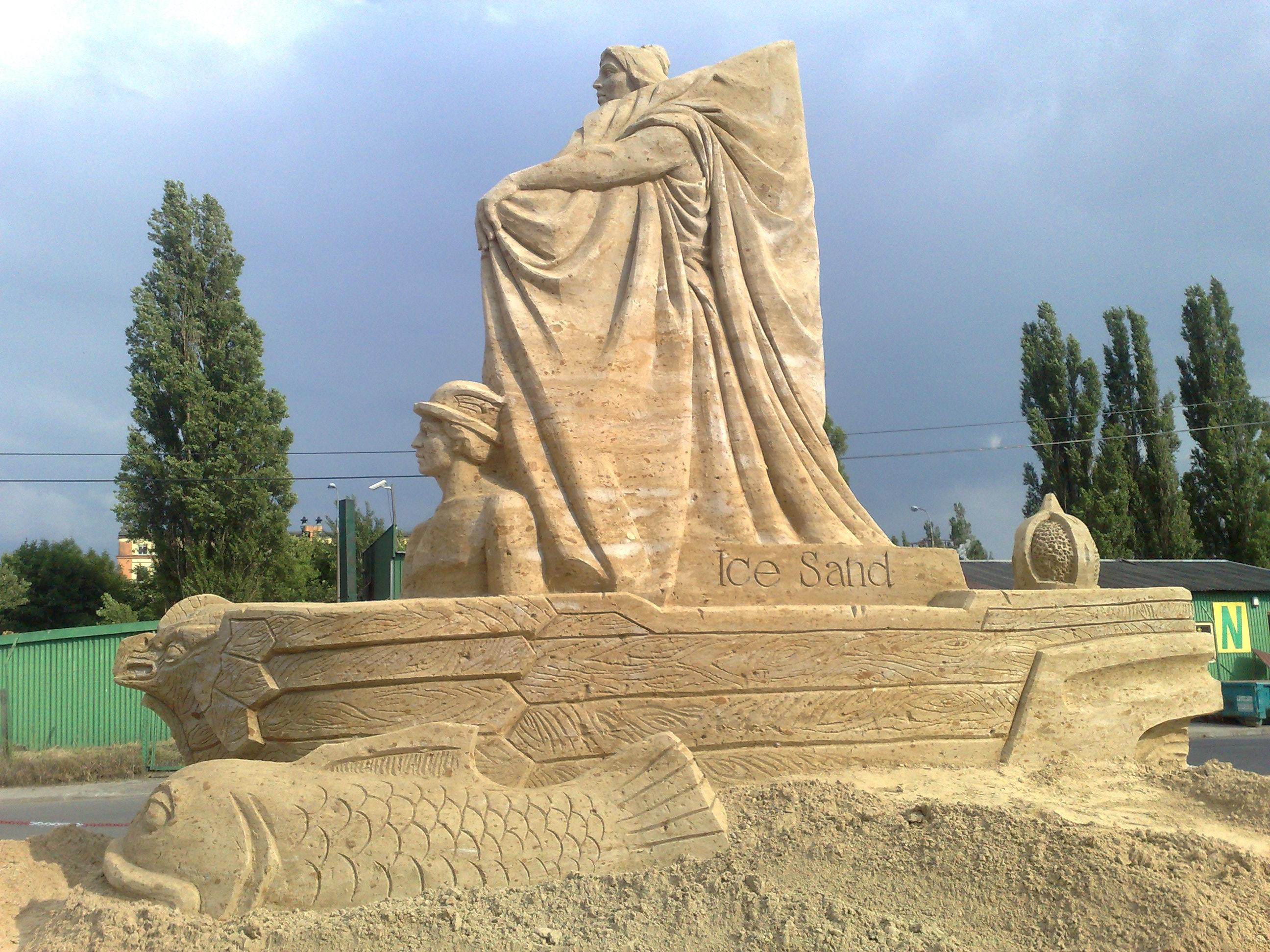
Model Sediny z piasku (Dni Morza 2008)

## Kontrowersje wokół odbudowy
Według przeciwników odbudowy fontanny kompozycja figuralna z Sediną była inspirowana pangermańskimi poglądami XIX wiecznych studentów. Niemcy utożsamiali ptolemeuszowych Sedinów, umiejscawianych przez niego w górnym biegu Odry, z plemionami germańskimi i przypisywali im boginię Sedinę. W tym świetle przeciwnicy inicjatywy uznają Sedinę za propagandowy symbol germańskiej dominacji i rdzenności Pomorza Zachodniego.
Wśród głosów sprzeciwu znalazły się głosy profesora historii Tadeusza Białeckiego (twórcy Encyklopedii Szczecina) i szczecińskiego historyka prof. Władysława Filipowiaka, publikowana na łamach miejscowej prasy.
Jan M. Piskorski, publicysta i historyk z Uniwersytetu Szczecińskiego na łamach Gazety Wyborczej napisał:

Wprawdzie Sedina nie zawiera żadnych bezpośrednich odniesień militarystycznych, ale – stwierdza współczesny historyk niemiecki Peter Hahn – nie ulega wątpliwości, że sam ogrom postaci z pomników Manzla wyraża potęgę władzy i poczucie wyższości. Jego Sedina należy więc do swoich czasów. Czasów, w których słowa z pierwszej zwrotki niemieckiego hymnu rozumiano coraz bardziej dosłownie, nawet jeśli jeszcze nie tak, jak je interpretowali naziści.

Także miejscowy oddział Stowarzyszenia na rzecz Tradycji i Kultury „Niklot” wystosował list otwarty w sprawie odbudowy pomnika Sediny, w którym napisał:

Z dużym niepokojem przyjęliśmy fakt, iż w naszym mieście ma na powrót zagościć pomnik Sediny. (…) w naszym mieście nie powinno się odbudowywać pomnika, który po raz kolejny będzie przypominał turystom o czasach, gdy w Szczecinie władzę sprawowali Niemcy. Nadajmy naszemu miastu więcej akcentów związanych ze słowiańskim dziedzictwem Szczecina.

Popierający projekt rekonstrukcji kompozycji figuralnej z Sediną argumentują, że fontanna Manzla, a szczególnie centralna postać Sediny, stała się symbolem miasta. Nie widzą w niej pangermańskiej symboliki, gdyż została ufundowana przez miejscowych przedsiębiorców, a nie ruchy nacjonalistyczne. Nie ma znaczenia czy jest prawdziwym mitem czy jedynie fikcją, ważne jest, że stanowi symbol miasta.